# Sam Lowes
Sam Lowes (ur. 14 września 1990 w Lincoln) – angielski motocyklista.

## Kariera

### Przed MotoGP
W 2010 Lowes wygrał mistrzostwo Wielkiej Brytanii w klasie Supersport dosiadając motocykla Honda CBR600RR, pięć razy stawał na najwyższym stopniu podium (Brands Hatch, Knockhill, Cadwell Park, Croft i Silverstone), trzy razy startował z pole position. Po tym triumfie zdecydował się przejść do klasy World Supersport wiążąc się z zespołem Parkalgar Honda, w debiutanckim sezonie 6 razy stawał na podium kończąc sezon z dorobkiem 129 punktów. 2012 to już kontrakt z zespołem Bogdanka PTR Honda. 2013 to kolejna zmiana zespołu, tym razem na Yaknich Motorsport, gdzie startował na Yamasze, 6 razy wygrywał wyścig i aż 9 razy startował z pierwszego pola startowego, podczas weekendu we Francji, na torze Magny Cours, przypieczętował tytuł mistrzowski wyprzedzając w klasyfikacji swojego największego rywala, Kenana Sofuoglu.

### Moto2
W 2013 roku Brytyjczyk podpisał 2-letnią umowę na starty w Moto2 w zespole Speed Up, który wystawia swoje maszyny w pośredniej kategorii MMŚ Moto2, po czym w 2014 roku przedłużył ją do 2015.

## Statystyki

### Sezony
| Sezon | Klasa | Motocykl | Wyścigi | Wygrane | Podia | PP | Najsz. okr. | Pkt. | Msc. |
| ----- | ----- | -------- | ------- | ------- | ----- | -- | ----------- | ---- | ---- |
| 2014  | Moto2 | Speed Up | 18      | 0       | 0     | 0  | 0           | 69   | 13   |
| 2015  | Moto2 | Speed Up | 18      | 1       | 5     | 3  | 1           | 186  | 4    |
| 2016  | Moto2 | Kalex    | 5       | 1       | 3     | 2  | 2           | 82*  | 2*   |
| Razem |       |          | 41      | 2       | 8     | 5  | 3           | 337  |      |

* – sezon w trakcie

### Starty
| Sezon | Klasa | Motocykl | 1      | 2      | 3     | 4      | 5     | 6     | 7      | 8      | 9      | 10     | 11     | 12    | 13     | 14    | 15     | 16    | 17     | 18    | Poz. | Pkt. |
| ----- | ----- | -------- | ------ | ------ | ----- | ------ | ----- | ----- | ------ | ------ | ------ | ------ | ------ | ----- | ------ | ----- | ------ | ----- | ------ | ----- | ---- | ---- |
| 2014  | Moto2 | Speed Up | QAT 6  | AME 16 | ARG 8 | SPA NU | FRA 9 | ITA 8 | CAT NU | NED NU | GER 20 | IND 24 | CZE NU | GBR 7 | RSM 18 | ARA 9 | JPN NU | AUS 5 | MAL NU | VAL 7 | 13   | 69   |
| 2015  | Moto2 | Speed Up | QAT NU | AME 1  | ARG 3 | SPA 20 | FRA 4 | ITA 4 | CAT 4  | NED 3  | GER 5  | IND NU | CZE 5  | GBR 6 | RSM NU | ARA 3 | JPN 8  | AUS 2 | MAL 13 | VAL 5 | 4    | 186  |
| 2016  | Moto2 | Kalex    | QAT 9  | ARG 2  | AME 2 | ESP 1  | FRA 6 | ITA   | CAT    | NED    | GER    | AUT    | CZE    | GBR   | SMR    | ARA   | JPN    | MAL   | AUS    | VAL   | 2*   | 82*  |

* – sezon w trakcie